# 小行星5443
小行星5443（5443 Encrenaz）是一颗绕太阳运转的小行星，为主小行星带小行星。该小行星于1991年7月14日发现。

## 轨道参数
小行星5443的轨道半长轴为2.4707255 UA，离心率为0.11。